# Mount Shasta (Californië)
Mount Shasta is een plaats (city) in de Amerikaanse staat Californië, en valt bestuurlijk gezien onder Siskiyou County.

## Demografie
Bij de volkstelling in 2000 werd het aantal inwoners vastgesteld op 3621.
In 2006 is het aantal inwoners door het United States Census Bureau geschat op 3582, een daling van 39 (-1,1%). In 2010 waren er 3394 inwoners. In 2019 werd het inwonersaantal geschat op 3274.

## Geografie
Volgens het United States Census Bureau beslaat de plaats een oppervlakte van
9,7 km², geheel bestaande uit land.

## Plaatsen in de nabije omgeving
De onderstaande figuur toont nabijgelegen plaatsen in een straal van 32 km rond Mount Shasta.

## Geboren in Mount Shasta
- Anita Loos (1888-1981), schrijfster en scenariste